# Louves Minproff
Maillots
Actualités
Louves Minproff est un club féminin de football camerounais basé à Yaoundé. "Minproff" est l'abréviation du Ministère de la Promotion de la Femme et de la Famille, dont le club dépend.

## Histoire
Les Louves remportent leur premier titre en 2005 en décrochant la coupe du Cameroun . En 2011, elles sont sacrées pour la première fois en championnat, au début d'une décennie qui verra le club remporter la moitié des trophées camerounais et s'imposer comme l'un des plus titrés du pays avec le Caïman de Douala.
Le titre de champion du Cameroun acquis en 2020 permet aux Louves de se qualifier pour la première Ligue des champions africaine de l'histoire, mais elles sont éliminées dès le premier tour par les Équato-guinéennes du Malabo Kings FC.
En 2021, la sélectionneure adjointe du Cameroun, Bernadette Anong, remplace Kpoumie Oudiou à la tête de l'équipe.

## Palmarès
| Compétitions nationales |
| --- |
| - Championnat féminin du Cameroun (5) : - Vainqueur en 2011, 2012, 2015, 2019 et 2020. - Deuxième en 2013 et 2021. - Coupe du Cameroun (6) : - Vainqueur en 2005, 2014, 2015, 2016, 2018 et 2019. - Finaliste en 2010 et 2017. - Tournoi de la Femme (3) : - Vainqueur en 2011, 2012 et 2019. - Finaliste en 2016. |

## Rivalités
Les principales rivales des Louves sont les Amazones FAP, le club des Forces Armées et de la Police.